# Lagarto (Sergipe)
Lagarto é um município brasileiro do estado de Sergipe, na região Nordeste. Encontra-se na região Centro-Sul do estado e é uma das maiores cidades do interior, com uma população estimada, em 2021, pelo Instituto Brasileiro de Geografia e Estatística (IBGE), em 106 015 habitantes.
Sua localização geográfica, contempla 500 mil habitantes num raio circular de 50 Km, tornando-o um polo multirregional.

## Geografia
Localiza-se a uma latitude 10º55'02" sul e a uma longitude 37º39'00" oeste, estando a uma altitude de 183 metros. Possui uma área de 1.036 km².

## Estrutura urbana

### Educação
Instituições de ensino superior: Faculdade Dom Pedro II (antiga José Augusto Vieira), Universidade Vale do Acaraú, Universidade Tiradentes (EAD), Faculdade Ages, Instituto Federal de Sergipe e o Campus Avançado da Saúde da Universidade Federal de Sergipe.

## Cultura e lazer

### Turismo
No município de Lagarto, há importantes pontos turísticos: Barragem Dionízio de Araújo Machado a orla da barragem Dionísio de Araújo Machado, em Lagarto, promete ser uma das grandes obras turísticas do município, etc.